# Обіцяний Неверленд (фільм)
«Обіцяний Неверленд» (яп. 約束のネバーランド, Якусоку но Неба:рандо) — японський темно-фентезійний фільм 2020 року. Виробництвом займалися кінокомпанії Fuji Television і Office Crescendo, а дистриб'юцією — Toho. Фільм є адаптацією однойменної манґи, написаною Шіраєм Кайу і Демідзу Посукою. Історія розповідає про групу дітей-сиріт, які планують втекти зі свого притулку, дізнавшись страшну таємницю про своє існування та мету притулку.
Прем'єра фільму відбулася в грудні 2020 року в Японії. Режисером виступив Хіракава Юїчіро, продюсером — Мурасе Кен, сценаристом — Ґото Норіко. У головних ролях: Хамабе Мінамі, Джьо Каїрі, Ітаґакі Ріхіто, Кітаґава Кейко, Ватанабе Наомі, Мацудзака Торі та Міта Йошіко.
Картина була комерційно успішною і зібрала в прокаті понад 2,03 мільярда єн (17,7 мільйона доларів), ставши одним із найкасовіших фільмів 2021 року в Японії. «Обіцяний Неверленд» отримав позитивний прийом, його високо оцінили за сюжет, операторську роботу, теми та саундтрек.

## Сюжет
Історія розповідає про сиріт Емму, Рея, Нормана та їхніх ровесників, які живуть у дитячому будинку «Grace Field House». Попри те, що їхня свобода обмежена, а правила дещо суворі, діти живуть щасливим життям, а доглядачка Ізабелла, яку вони називають «мама», піклується про них і дарує їм всю любов, яку мати може дати своїм дітям. Але одного вечора, після від'їзду дівчинки на ім'я Конні, Емма і Норман виявляють, що дітей цього притулку насправді вирощують як худобу для демонів за згодою їхньої «мами». Щоб вижити, їм доведеться проявити винахідливість і втекти.

## У ролях
- Хамабе Мінамі — Емма
- Ітаґакі Ріхіто — Норман
- Джьо Каїрі — Рей
  - Ямашіро Руїто — маленький Рей
- Кітаґава Кейко — Ізабелла
  - Деґучі Нацукі — маленька Ізабелла
- Ватанабе Наомі — Крона
- Міта Йошіко — бабуся
- Мацудзака Торі — Пітер Ратрі
- Асада Хало — Конні
- Андо Мію — Ґільда
- Сантокі Сома — Дон
- Морі Юріто — Філ
- Шібадзакі Фуґа — Нат
- Акімото Лейлані — Анна
- Мідзоґучі Мотота — Фома
- Кімура Косей — Ланніон
- Адінан — Домінік
- Фурухаші Кіт — Марк
- Шімура Місора — Алісія
- Сара Ґірард — Іветт
- Руперт Палмер — Кріс
- Ота Шідзуку — Шеррі
- Сато Харука — Джаспер
- Міяджіма Саюкі — Марня
- Канеко Ріса — Ніна
- Аріана — Джеміна
- Нбаяре — Чемберлейн
- Сведіозас — Дамдін
- Еден Кіна Домерічі — Найла
- Далія Н. — Вівіан
- Тоума Х. — Ганс
- Ішідзука Рікуто — Том
- Поезія Яно — Керол
- Секі Тошіхіко — демон (озвучка)
- Таджірі Хіроакі — демон (озвучка)
- Сасакі Хіроо — демон (озвучка)

## Виробництво

### Розробка
У вересні 2019 року було оголошено про створення фільму із запланованою датою прем'єри на грудень 2020 року. Режисером став Хіракава Юїчіро, Мурасе Кен — продюсером, а Ґото Норіко — сценаристом.
Ідея кіно-адаптації манґи The Promised Neverland виникла у продюсера Мурасе Кена після прочитання твору в журналі Weekly Shonen Jump, де робота публікувалася в щотижневому форматі. Він вважав історію дуже цікавою та був захоплений творчою майстерністю автора Шірая Кайу, тому вирішив адаптувати її у форматі ігрового фільму. Мурасе негайно зв'язався з видавництвом оригіналу Shueisha, щоб отримати права на історію та розпочати роботу над фільмом. Виробнича команда зіткнулася з великими труднощами при створенні візуального світу темного фентезі. Тож із самого початку вони усвідомлювали потребу відтворити красу «Grace Field House», підібравши правильний персонал та знімальну групу.
Головні ролі зіграли Хамабе Мінамі (Емма), Джьо Каїрі (Рей), Ітаґакі Ріхіто (Норман), Кітаґава Кейко (Ізабелла) та Ватанабе Наомі (Крона). Кастинг на роль Крони викликав суперечки, оскільки в манзі та аніме персонаж зображений чорним, тоді як сама Ватанабе — японка. Деякі сюжетні ходи було змінено порівняно з оригінальною історією, наприклад, максимальний вік, у якому дітей-сиріт відправляють на «усиновлення», був підвищений з 12 до 16 років, а також з'явився персонаж Пітер Ратрі у виконанні Мацудзаки Торі.

### Зйомки

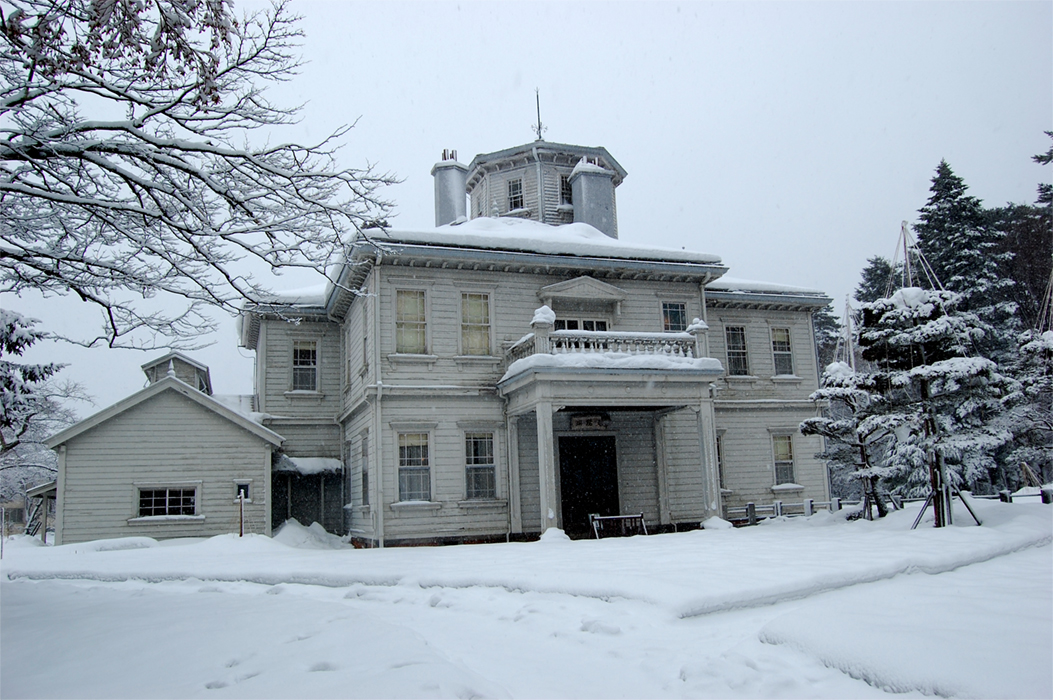
Будинок Тенкьокаку, в якому проходили зйомки подій «Grace Field House»

Зйомки проходили у Важливих культурних пам'ятках Японії. Події в «Grace Field House» знімалися в неоренесансовому будинку
Тенкьокаку з додаванням декорацій, в містечку Інавашіро префектури Фукушіма. Такі сцени, як ліс навколо будинку, були зняті в префектурі Наґано, Чіно, Фуджімі та Іні.

### Графіка

Для освітлення сцени появи демонів автори помістили дані демонів у сцену Cinema 4D і використали рендерер Redshift зі зміщенням графічного процесора для вивчення умов освітлення в реальному часі відповідно до налаштувань.

3DCG і VFX-візуалізація монстрів і фону була створена японською творчою групою «khaki» з використанням Cinema 4D. На завершення CGI-виробництва, знадобилося близько півроку, зйомки почалися влітку 2019 року, а після їх завершення восени чи взимку було розпочато розробку концепції, що тривала до січня-липня 2020 року. Навіть після цього, до останньої хвилини перед датою виходу, команда вносила корективи в результат.
Головною особливістю візуальних ефектів цієї картини є монстри. Міяно Ясукі, один із учасників виробництва, був тим, хто взяв на себе все: від дизайну до виробництва активів і навіть скульптурування кадрів. Спочатку він працював, посилаючись на манґу. В ході роботи як додаткові матеріали були надані ескізи, намальовані оригінальним автором при написанні твору; за ними створили концептуальну модель. Творці планували зробити чотирьох монстрів, але зрештою змінили рішення на користь трьох із точки зору балансу ціни та якості. Виробництво включало створення фонової концепції, від концептуального дизайну монстрів до моделювання та кінцевого продукту. Ворота, стовпи та частина «Grace Field House» також були додані за допомогою CGI. Ворота створені в Cinema 4D та візуалізовані за допомогою Redshift, всередині них також використовується багато CGI як доповнення до декорацій. Через бюджет автори змогли побудувати лише перший поверх декорацій, тому вони використали Cinema 4D для компенсації нестачі.

### Музика
Японський рок-гурт Zutomayo виконав тематичну пісню фільму «Tadashiku Narenai» (яп. 正しくなれない, дос. «Це не може бути правдою»). Композитор Токуда Масахіро створив, записав і скомпілював оригінальний саундтрек до фільму.
| Саундтрек | Саундтрек                                  | Саундтрек  |
| #         | Назва                                      | Тривалість |
| --------- | ------------------------------------------ | ---------- |
| 1.        | «The Promised Neverland»                   | 11:38      |
| 2.        | «Grace Field House Orphanage»              | 1:46       |
| 3.        | «Eisai Kyouiku»                            | 1:16       |
| 4.        | «Sakuno Mukoue»                            | 1:21       |
| 5.        | «Usodarakeno Sekai»                        | 1:37       |
| 6.        | «Watashitachiwa Taberarerutameni Ikiteiru» | 2:34       |
| 7.        | «Ikou, Konosakini Naniga Arunoka»          | 1:11       |
| 8.        | «Sensen Fukoku»                            | 1:11       |
| 9.        | «Mama Isabella»                            | 0:37       |
| 10.       | «Full Score Sannin»                        | 0:57       |
| 11.       | «Kanshino Me»                              | 1:06       |
| 12.       | «Sister Krone»                             | 2:05       |
| 13.       | «Dou, Watashino Kodomotachiwa?»            | 2:23       |
| 14.       | «Norman No Suiri»                          | 2:08       |
| 15.       | «Mama No Spy»                              | 2:27       |
| 16.       | «Subetewa Ima, Konotokinotame»             | 2:01       |
| 17.       | «Mou Hitorijyanai»                         | 2:42       |
| 18.       | «Onito Ningenga Kimeta Yakusokuno Sekai»   | 3:12       |
| 19.       | «Gasaireyo»                                | 2:39       |
| 20.       | «Zettai Nigeroyo, Kusogakidomo»            | 5:48       |
| 21.       | «Ray, Emma, Norman No Kizuna»              | 1:37       |
| 22.       | «Zettai Isshoni Nigeyou»                   | 2:32       |
| 23.       | «Darehitori Shinasetakunai»                | 3:38       |
| 24.       | «Sekaiwa Kaerareru»                        | 1:47       |
| 25.       | «Akirametenai»                             | 2:08       |
| 26.       | «Orewa Ningenda!»                          | 1:30       |
| 27.       | «Norman No Sakusen»                        | 2:20       |
| 28.       | «Konnafuuni Sodatetekuretanowa Mama»       | 5:06       |
| 29.       | «Leslie No Uta»                            | 2:10       |
| 73:15     |                                            |            |

## Реліз

### Вихід у прокат
Загальнояпонська прем'єра «Обіцяного Неверленду» в кінотеатрах відбулася 18 грудня 2020 року. Також фільм мав прокат у В'єтнамі 15 січня 2021 року та в Південній Кореї 7 квітня 2022 року.

### Телебачення
У Японії фільм вперше транслювався 2 квітня 2022 року на каналі Fuji Television.

### Вихід на відео
Blu-ray- та DVD-диски з фільмом, включно зі спеціальним виданням, були випущені в Японії 19 травня 2021 року. Станом на січень 2022 року «Обіцяний Неверленд» доступний для потокової трансляції на Amazon Prime Video Japan.

### Ранобе
Новелізація фільму вийшла 18 грудня 2020 року в Японії. Ранобе написав Нанао за сценарієм Ґото Норіко.

## Сприйняття

### Касові збори
Фільм зібрав 288 мільйонів єн (2,49 мільйона доларів США) за перші вихідні; було продано понад 219 000 квитків. Загальні касові збори за три дні склали 373 мільйона єн (3,22 мільйона доларів США) при 284 000 проданих квитків. Станом на 2022 рік «Обіцяний Неверленд» зібрав 2,03 мільярда єн (17,7 мільйонів доларів) і став одним із найкасовіших фільмів Японії 2021 року.

### Критика
На японському агрегаторі рецензій Filmmarks середня оцінка «Обіцяного Неверленду» складає 3,2/5 на основі 10 589 рецензій, а на Eiga.com — 3,1/5 на основі 386 рецензій.
Дописувач Накадзава Хідеюкі дав фільму 4 зірки з 5 і описав його так: «Дивився, не маючи жодних попередніх знань про оригінальний комікс. Я думав, що це фентезі, повне мрій та пригод, але виявилося важкою алегоричною антиутопією. Жорстока таємниця, прихована за мирним дитячим будинком, де яскраві посмішки дітей ніколи не зникають з облич. Це було пекло, замаскований під утопію. Діти, які знають цей факт, намагаються втекти, щоб змінити своє майбутнє та долю. Хибний рай, який буквально полює на невинних молодих людей, наче дзеркало сучасного японського суспільства». Оглядач Сома Манабу також похвалив фільм, особливо історію та персонажів, і поставив йому 4/5, прокоментувавши: «Як шанувальник оригінальної роботи, мене хвилювала різниця у віці між персонажами та акторами, а також зображення „демонів“, але перше усунили шляхом зміни сетингу, а друге подолали за допомогою CGI, тож історія аж до втечі з дому була вміло викладена. Фільм детально описує, як важко втекти, і добре зроблений як захоплива п'єса про втечу. Сильні почуття героїні Емми „Я не хочу, щоб хтось помер“ пульсують, драма також дуже гарна. У цьому сенсі екранізація точно передає дух оригінального твору». Автор Мурамацу Кентаро також дав позитивний відгук, високо оцінивши акторську гру і характер історії. Він додав: «Це фільм жанру, який можна назвати демоном демонів навіть серед японських фільмів, але він цілком вартий перегляду. Я думаю, що це значною мірою завдяки переконливій силі Хамабе Мінамі, яка грає головну роль, і присутності Кітаґави Кейко, яку слід називати другою зіркою». Він завершив огляд рекомендацією фільму.
Браян Тан з Yahoo! Life дав фільму позитивну рецензію та 4 зірки з 5, зазначивши: «Екранізація The Promised Neverland імітує свій аналог із манґи з великою хірургічною точністю; режисер Хіракава Юїчіро ретельно дотримувався кожного повороту сюжету з дуже невеликими творчими відхиленнями. Мабуть, це найбільш шаноблива данина, яку можна віддати твору, котрий досяг надзвичайного успіху у світі манґи/аніме, що різко контрастує з іншими кіно-адаптаціями, такими як „Бліч“ або „Зошит смерті“, які з тріском провалилися». Цезарій Струсевич із Crunchyroll написав: «В „Обіцяному Неверленді“ Хіракави Юїчіро безнадія та змирення привабливі та спокусливі, і серце розбивається дивитися, як такі молоді персонажі, здавалося б, піддаються їм. Водночас стає набагато приємніше, коли виявляється, що вони вистояли та зберегли надію. Також саме під час таких емоційно насичених моментів актори демонструють свою найкращу гру. „Обіцяний Неверленд“ — це історія про тріумф надії, яка здається необхідною саме зараз».
Сі Цзя з вебсайту Geek Culture дав фільму оцінку 7,6 із 10 і назвав його «відшліфованим поглядом на аніме-адаптацію з живими акторами, що торкається важливих тем». Жанмарі Тан із The New Paper дала «Обіцяному Неверленду» 4 зірки з 5 і заявила: «Це темне фентезі має шокуючу передумову, яка ставить провокаційні запитання та забезпечує різкі повороти й гострі відчуття». Манфред Зельцер з Asian Movie Web поставив фільму оцінку 6 із 8 і описує його так: «Режисер Хіракава Юїчіро створив чудові кадри для цієї казкової драми-трилера, а також чудовий саундтрек. Демони мають гротескний вигляд, який наче зійшов зі сторінок ілюстрованої книжки, а спецефекти вражають усюди. Декорації, особливо сиротинець, також добре підібрані. „Обіцяний Неверленд“ безперечно тішить око. Зрештою, він є однією з найвдаліших адаптацій манґи, тож „Обіцяний Неверленд“, особливо якщо ви не можете порівняти його з оригіналом, — явна рекомендація».

### Нагороди та номінації
| Рік  | Премія                | Категорія                   | Результат | Прим.  |
| ---- | --------------------- | --------------------------- | --------- | ------ |
| 2022 | 10th VFX-JAPAN Awards | Найкращий ігровий фільм     | Перемога  | [ 36 ] |
| 2022 | 10th VFX-JAPAN Awards | Найкращий театральний фільм | Номінація | [ 37 ] |

## Нотатки
1. ↑  Асистент режисера